# 溫特維爾 (北卡羅萊納州)
溫特維爾（英語：Winterville）是一個位於美國北卡羅萊納州皮特縣的城鎮。

## 人口
根據2020年美國人口普查的數據，溫特維爾的面積為12.78平方千米，皆為陸地。當地共有人口10462人，而人口密度為每平方千米819人。